# Transit (film, 1991)
Pour les articles homonymes, voir Transit.
Pour plus de détails, voir Fiche technique et Distribution.
Transit est un film franco-allemand réalisé par René Allio et sorti en 1991.

## Synopsis
En 1937, Gerhardt s’évade d’un camp allemand et se réfugie en France. En 1940, il est interné dans un camp français dont il réussit à s'échapper. Un ancien codétenu lui demande de porter une lettre à un écrivain résidant à Paris, un dénommé Weidel. Il découvre que ce dernier est mort et récupère de ce fait une valise contenant quelques effets du disparu. Grâce aux papiers du défunt, Gerhardt prend l’identité de celui-ci et se rend à Marseille où, en transit, il attend de s’embarquer pour les Amériques. Il fait la connaissance de Marie, une jeune femme qui attend également pour partir en compagnie d’un docteur. Gerhardt apprend que Marie a été la femme de Weidel qu’elle a quitté pour suivre le docteur. Marie et Gerhardt réussissent à obtenir des places à bord du navire Montréal, mais finalement Gerhardt restera à Marseille et laissera Marie partir avec son docteur. Peu après, on apprend que le Montréal aurait fait naufrage.

## Fiche technique
- Titre : Transit
- Réalisateur : René Allio
- Scénario : René Allio et Jean Jourdheuil d’après le roman d’Anna Seghers, Transit
- Dialogues : René Allio
- Photographie : Richard Copans
- Son : Olivier Schwob
- Musique : Georges Bœuf
- Décors : Gisèle Cavali, Sylvie Deldon
- Montage : Marie-Hélène Quinton
- Pays d'origine :  France /  Allemagne
- Langue : français
- Tournage extérieur : 
  - Paris
  - Marseille
- Producteur : Humbert Balsan
- Sociétés de production : Paris Classics Productions, Action Films, FR3 Cinéma, La Sept Cinéma, SFP Cinéma ; Zweites Deutsches Fernsehen
- Distribution initiale en salles en France : Les Films du Sémaphore
- Format : couleur par Eastmancolor — 1,66:1 — monophonique — 35 mm
- Genre : drame
- Durée : 125 minutes
- Date de sortie : 16 janvier 1991 en France

## Distribution
- Sebastian Koch : Gerhardt
- Claudia Messner : Marie
- Rüdiger Vogler : le docteur
- Magali Leiris : Nadine
- Paul Allio : Georges Binnet
- Nicole Dogué : Claudine
- Ludwig Boettger : Strobel
- Dominique Horwitz : le petit légionnaire
- Hans Diehl : Heinz
- Günter Lampe : l'homme chauve
- Judith Henry : Yvonne
- Malka Ribowska
- Maïté Nahyr
- Michèle Barthelemy Zafrilla :une fille de joie
- José Zafrilla : un marin